# Stevensville (Montana)
Stevensville – miasto w Stanach Zjednoczonych, w stanie Montana, w hrabstwie Ravalli.